# 9972 Minoruoda
9972 Minoruoda là một tiểu hành tinh vành đai chính dạng C. Tiểu hành tinh này được S. Otomo phát hiện vào ngày 26 tháng 5 năm 1993 và nó quay quanh Mặt Trời theo chu kỳ 3.46 năm.